# Elizabeth Watts (imprimeuse)
Pour les articles homonymes, voir Elizabeth Watts (chanteuse), Watts (nom de famille) et Lynch.
Elizabeth Watts ou Mme Lynch (morte en janvier 1794) est une imprimeuse, une papetière et une « libraire irlandaise auprès de la cour ».

## Biographie
Le début de la vie d'Elizabeth Watts est inconnu, la première mention date de sa succession à Richard Watts, son premier mari, comme imprimeuse et libraire, après la mort de celui-ci en novembre 1762. Le couple a quatre fils et une fille. Le 14 février 1768, elle épouse le révérend Stewart Lynch, curé de St Werburgh's à Dublin et libraire (mort en juin 1788),,.
Sous le nom de Mme Lynch, elle poursuit ses activités de vente de livres et de prêt au 6 Skinner Row. À partir de 1762, elle détient le droit exclusif de diriger une librairie dans la salle des Quatre Cours. Elle se concentre sur la vente de livres concernant des questions juridiques, y compris une édition de Blackstone's Law Tracts (1767), après quoi elle vend une gamme de textes juridiques irlandais et anglais, et après 1778, elle imprime en partenariat avec Daniel Graisberry. Elle vend des articles de papeterie importés des Pays-Bas et de France, ce qui l'amène à signer un mémorial en novembre 1773 pour s'opposer à des droits supplémentaires sur le papier étranger à la Chambre des communes irlandaise,,.
Elizabeth Lynch meurt en janvier 1794. Son fils Henry Watts reprend ses affaires jusqu'à sa mort en septembre 1794,. Un autre de ses fils, John Watts, entre au Trinity College de Dublin et obtint un baccalauréat en 1790.